# G.I. Joe (Action-Figur)

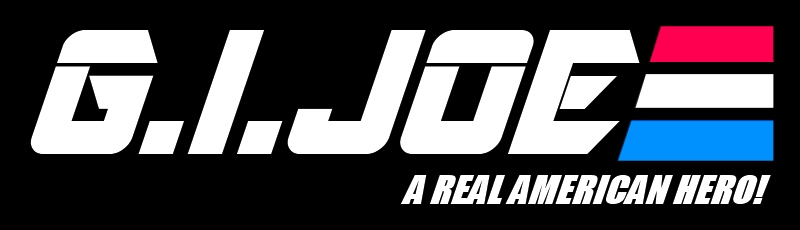
Logo

G.I. Joe (von englisch GI, dt. etwa „US-Infanteriesoldat“) ist der Name der ersten Action-Figur und folglich auch der ersten Action-Figuren-Serie. Die ursprüngliche Figur, die einen amerikanischen Soldaten darstellte, wurde 1964 vom US-Spielzeughersteller Hasbro veröffentlicht. Von wenigen Unterbrechungen abgesehen, erscheint die Serie bis heute, wurde dabei jedoch immer wieder an die jeweilige Zeit angepasst. In späteren Versionen etwa ist „G.I. Joe“ nicht mehr der Name einer einzelnen Figur, sondern die Bezeichnung für ein komplettes Soldaten- bzw. Agententeam, dessen Mitglieder individuelle Namen tragen.
Die Serie ist in erster Linie in den USA erfolgreich, in einigen anderen Ländern wurden die Figuren an den jeweiligen Markt angepasst und unter anderem Namen vertrieben.
Darüber hinaus erscheinen zu Werbezwecken auch immer wieder Zeichentrickserien und Comics, in denen die Abenteuer von G.I. Joe bzw. dem gleichnamigen Team geschildert werden.
Seit 2008 stellt der amerikanische Figurenhersteller Sideshow Collectibles sowie Hot Toys (2013), 12 Zoll große G.I.-Joe-Figuren unter der Lizenz Hasbros her. Diese Serie zählt zu den detailreichsten und kostspieligsten der Sixth Scale Figures.

## Entstehungsgeschichte
Als Inspiration für G.I. Joe gilt die sehr erfolgreiche Puppe Barbie von Mattel. Man spekulierte, dass eine männliche Puppe mit vielen verschiedenen und separat erhältlichen Ausstattungen bei Jungen ähnlich erfolgreich sein könnte wie Barbie bei Mädchen.
Allerdings überwog zuerst die Skepsis. Noch 1963 lehnte der Direktor des US-Spielzeugherstellers Ideal Vorschläge ab, in dessen Puppenserie Tammy einen Soldaten einzuführen, um diese auch bei Jungen verkaufen zu können. Die Begründung war, dass Jungen selbst in 100 Millionen Jahren nicht mit Puppen spielen würden.
Hasbro allerdings riskierte es ein Jahr später, eine Soldaten-Puppe für Jungen auf den Markt zu bringen. Entwickelt wurde die ursprüngliche Figur unter der Leitung des Hasbro-Mitarbeiters Don Levine. Die Produktion fand bei dem Hongkonger Unternehmen Cheung Kong Industries statt.
Als Name wählte man „G.I. Joe“, entlehnt aus dem Titel des US-Kriegsfilms The Story of G.I. Joe von 1945. Das am 15. Juni 1964 eingetragene Patent lautete Toy Figure Having Moveable Joints, also eine „Spielzeugfigur mit beweglichen Gelenken“. Zuerst hielt sich der Erfolg in Grenzen, doch nachdem man die Werbung für G.I. Joe verstärkt und in den Werbungen nicht von einer Puppe, sondern von einer male action figure, einer männlichen Action-Figur, gesprochen hatte, überwand man die bei Jungen vorhandene Abneigung gegen Puppen und legte so den Grundstein für eine neue Spielzeugkategorie.

## Aussehen
Die ursprünglichen G.I.-Joe-Action-Figuren waren 11,5 Zoll, also etwa 30 cm, groß und sahen Barbies Freund Ken ähnlich. Im Gegensatz zu ihm waren sie aber viel beweglicher, denn sie hatten 21 Gelenke und waren als Soldaten entsprechend robuster gestaltet. Wie bei ihrem weiblichen Pendant Barbie konnten die G.I.-Joe-Action-Figuren die Uniform und Ausrüstung ablegen und mit einer anderen ausgestattet werden.
Zu Anfang wurden bei G.I. Joe nur US-amerikanische Infanteristen des Zweiten Weltkriegs dargestellt; nach und nach wurden auch Angehörige der anderen Truppengattungen eingeführt, die alle unter dem Namen G.I. Joe vertrieben wurden.

## Spätere Versionen

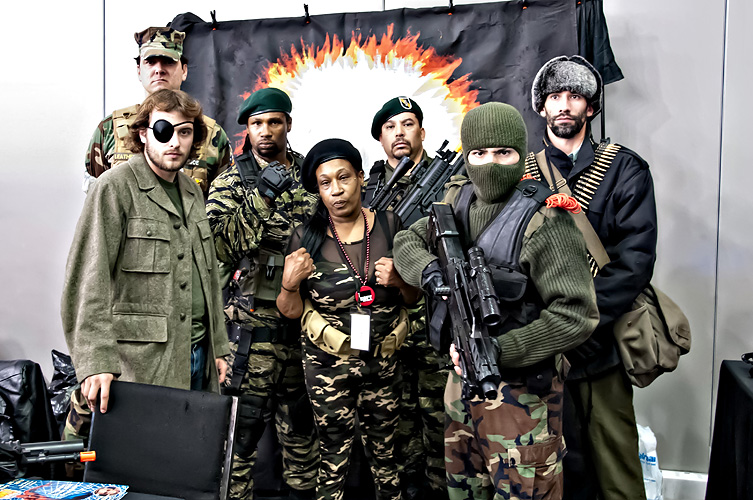
Gruppe von G.I. Joe-Cosplayern, 2013

Im Laufe der Zeit wurde G.I. Joe vielen Veränderungen unterzogen. Während des Vietnamkriegs beispielsweise, durch den das US-Militär viel von seinem Ansehen in der Bevölkerung verlor, wandte man sich vom Thema Militär ab und schuf unter dem Titel The Adventures of G.I. Joe ein sogenanntes Adventure Team, das unter Führung von G.I. Joe das Verbrechen bekämpfte. In den 80er Jahren wiederum wurde in Kooperation mit dem Comicverlag Marvel die neue Serie G.I. Joe: A Real American Hero entwickelt. Anders als der Titel vermuten lässt, handelt es sich in dieser Version bei „G.I. Joe“ um den Namen einer US-Spezialeinheit, die gegen die terroristische Vereinigung Cobra kämpft. Hierbei wurde das Militär-Thema mit der für Marvel typischen Superhelden-Thematik kombiniert, weshalb jedes der Mitglieder der Einheit einen Decknamen, eine individuelle Uniform sowie besondere Fähigkeiten besitzt. Auch eine erfolgreiche Comic- und eine Zeichentrickserie wurden von Marvel und der Produktionsfirma Sunbow zu Werbezwecken entwickelt. Alle späteren Versionen der Serie basieren seither auf dieser Neuinterpretation.
1985 veröffentlichte die Firma Epyx ein Computerspiel zu G.I. Joe.
Von 2005 bis 2007 erschien die Serie G.I. Joe: Sigma 6, die im 21. Jahrhundert spielt und von einem sechsköpfigen Agententeam handelt, das gegen die Verbrecherorganisation Cobra Command kämpft. Auch hierzu gab es wieder eine Zeichentrickserie.
Im Laufe der Jahre gab es bereits mehrere offizielle G.I.-Joe-Fanclubs. Der derzeitige wird von Brian Savage und seiner Firma Fun Publications betrieben, die zugleich auch Veranstalter der alljährlichen offiziellen G.I.-Joe-Convention sind.
Nach dem Erfolg der Spielfilm-Adaption Transformers aus dem Jahr 2007, die auf der gleichnamigen Hasbro-Spielzeugserie basiert, kam am 5. August 2009 eine Kinofassung von G.I. Joe mit dem Titel G.I. Joe – Geheimauftrag Cobra ins Kino.

## G.I. Joe in anderen Ländern
Wegen des Markeninhalts – patriotische US-Infanteriesoldaten – konnte sich G.I. Joe in kaum einem anderen Land außer den USA durchsetzen. In einigen Fällen erschienen die Spielzeuge unter anderem Namen, so etwa in Japan ab 1971 unter dem Namen „Combat Joe“, veröffentlicht von der Firma Takara (heute Takara Tomy) unter Lizenz von Hasbro.
In Großbritannien und Australien veröffentlichte die Firma Palitoy unter Lizenz von Hasbro von 1966 bis 1984 eine an den britischen Markt angepasste Version namens „Action Man“. Die Spielzeugserie entwickelte sich jedoch später in eine eigene Richtung. 1993 begann Hasbro dann selbst mit einer Neuauflage, die jedoch seit 1996 auf jegliche Militärelemente verzichtete. Die neue Serie erschien bis 2006.
Ab 1982 veröffentlichte Palitoy darüber hinaus unter Lizenz von Hasbro eine Serie namens „Action Force“, die zunächst als Ableger von „Action Man“ begann. Ab 1985 wurde die Serie dann von Hasbro selbst in Großbritannien vertrieben und stellte nunmehr eine „internationale“ Version der 1980er-Serie G.I. Joe: A Real American Hero dar. Der britische Marvel-Ableger Marvel UK veröffentlichte eine Comicserie zu Action Force, die aus dem Team eine international besetzte Truppe machte. Später kam es jedoch zu einem Crossover mit dem amerikanischen G.I.-Joe-Team, mit kuriosen Folgen – so wurden die „Doppelgänger“ in den beiden Teams innerhalb der Geschichte nicht angesprochen.
In Deutschland wurden ab den 1970er Jahren daran angelehnte HASBRO-Figuren unter den Namen Action Team durch die Firma Schildkröt vermarktet. Die ersten Figuren waren John Steel, eine Adaption von G.I. Joe, und der bärtige Hard Rock im orangefarbenen Overall. Später folgten der dunkelhäutige Tom Stone und die beiden weiblichen Figuren Super Sandy und Super Peggy. Der Blondbart Bob Power und die beiden Indianerfiguren Adlerauge und Shalaly komplettierten die Serie.
In den 1980er-Jahren waren in Deutschland einige der späteren Palitoy-Action-Force-Figuren erhältlich, allerdings wurden einige als zu gewaltlastig empfundene Elemente umgeändert; zum Beispiel Schusswaffen zu Betäubungswaffen umerklärt und Totenkopf-Symbole entfernt. Auch die Comicserie von Marvel UK wurde kurzzeitig vom Condor-Verlag auf Deutsch veröffentlicht. Die originalen G.I.-Joe-Figuren, die in Deutschland bislang nicht vertrieben wurden, waren anlässlich des Kinofilms G.I. Joe – Geheimauftrag Cobra ab Juli 2009 unter dem Originaltitel G.I. Joe: The Rise of Cobra nun auch in Deutschland erhältlich.

## G.I. Joe in anderen Medien

### Serien
- Action Force – Die neuen Helden (1985 bis 1986)
- G.I. Joe: A Real American Hero (1989 bis 1991)
- G.I. Joe Extreme (1995 bis 1997)
- G.I. Joe: Sigma 6 (2005 bis 2007)
- G.I. Joe: Resolute (2009 – ein 11-teiliges Serial, welches später als Film neuveröffentlicht wurde)
- G.I. Joe: Renegades (2010 bis 2011)

### Filme
- G.I. Joe: The Movie (1987 – Zeichentrickfilm basierend auf der Action Force Serie)
- G.I. Joe: Spy Troops (2003 – CGI Film)
- G.I. Joe: Valor vs. Venom (2004 – Fortsetzung zum Spy Troops Film)
- G.I. Joe – Geheimauftrag Cobra (2009 – Live-Action adaption des Franchises)
- G.I. Joe – Die Abrechnung (2013)
- Snake Eyes: G.I. Joe Origins (2021)